# Juliusz Kühl
Juliusz Kühl znan tudi kot Julius ali Yehiel Kühl (rojen 24. junija 1913 v Sanoku na Poljskem, umrl 13. februarja 1985 v Miamiju, ZDA) je bil poljski diplomat, reševalec holokavsta in - po drugi svetovni vojni - kanadski gradbeni poslovnež. Kühl je bil član Ładośeve skupine, znane tudi kot Bernska skupina, še posebej pa je znan po svoji vlogi pri izdelavi lažnih latinskoameriških potnih listov s strani poljskega poslaništva v Bernu v Švici, zahvaljujoč kateri je nekaj tisoč Judov iz okupirane Poljske in Nizozemske preživelo holokavst. 

## Zgodnje življenje
Juliusz Kühl se je rodil tik pred prvo svetovno vojno v Sanoku na jugu Poljske, ki je bil takrat del avstro-ogrske pokrajine Galicije, v ortodoksni judovski družini. Ko je bil star pet let, je Sanok postal del Druge poljske republike in Juliusz pa njen državljan. 
Po besedah Marka MacKinnona so ga pri devetih letih poslali k stricu v Zürich, ker je njegov oče umrl, ko je bil še majhen, njegova mati pa je hotela, da bi dobil dobro izobrazbo. Poljska znanstvenica Agnieszka Haska citira Kühlovo neobjavljeno avtobiografsko opombo in trdi, da se je na Univerzi v Zürichu vpisal na študij ekonomije in doktoriral leta 1939.
Leta 1943 se je poročil z Yvonne Weill. Par je imel dve hčerki in dva sinova. Njegova najstarejša hči Janine se je poročila z Izraelom Weinstockom, poslovnežem iz Kolumbije, mlajša hči pa se je poročila z Izraelom Singerjem, ki je med letoma 1986 in 2001 opravljal funkcijo generalnega sekretarja Svetovnega judovskega kongresa. 

## Reševanje operacij holokavsta in afera "potni list"
Marca 1940 se je Kühl zaposlil na poljskem poslaništvu v Švici in Lihtenštajnu kot pomožni uslužbenec. Po nemški in sovjetski invaziji na Poljsko in poznejši okupaciji je poslaništvo ostalo zvesto poljski vladi v izgnanstvu na čelu z generalom Władysławom Sikorskim, ki se je zavezal, da bo nadaljeval boj proti silam osi. 
Kühlovega nadrejenega, ministra Tytusa Komarnickega je kmalu zamenjal Aleksander Ładoś, nekdanji član poljske vlade v izgnanstvu, ki je pozneje postal Kühlov zaščitnik in pomemben sodelavec ter - po vojni - osebni prijatelj in poslovni partner. Kühl je imel nalogo, da sodeluje s poljskimi begunci, ki so prihajali v velikem številu iz okupirane Francije, Belgije in Nizozemske, večina pa so bili Judje in Poljaki judovskega porekla, ki so pobegnili pred nacističnim preganjanjem. 
Od leta 1941 so Kühl in njegova nadrejena Stefan Ryniewicz in Konstanty Rokicki nadzirali ilegalni trg latinskoameriških potnih listov, ki so jih judovske organizacije kupile za jude v okupirani Poljski. Dokumente so odkupili od konzulov in častnih konzulov med drugim Hondurasa, Haitija in Bolivije ali jih prejeli zastonj od konzulata Salvadorja. 
Poseben je bil primer častnega konzula Paragvaja, bernskega notarja Rudolfa Hüglija, ki ni sam izdeloval potnih listov, temveč je prodajal prazne potne list poljskega poslaništva. 
Konzul Konstanty Rokicki je nato na roko vnesel imena in osebne podatke njihovih upravičencev - poljskih in nizozemskih Judov, ki so lahko tako trdili, da so državljani nevtralnih držav in so bili večinoma izvzeti iz deportacij v nacistična koncentracijska taborišča. Posebna pomoč je bila zagotovljena ljudem v varšavskem getu.
Sredstva za pridobitev dokumentov je večinoma zbiral svetovni judovski kongres, ki sta ga zastopala Abraham Silberschein in stranka Agudath Israel ter vodja njene švicarske podružnice Chaim Eiss. Leta 1943 je švicarska policija razbila obroč in pripeljala Hüglija, Kühla, Eissa in Silberscheina na zaslišanje. Septembra je Zvezni svet sprejel odločitev, da Khülu ne bo priznal statusa "uslužbenca poljske diplomatske misije". 
Verjetno je že do decembra 1942 Gestapo vedel, da je bila večina latinskoameriških potnih listov del večjega zarotniškega projekta in bil morda ponarejena. 
Švicarska policija je Kühla in Rokickega identificirala kot glavna storilca. V poročilu, ki ga je podpisal zvezni svetnik Edmund von Steiger 21. julija 1943, je zapisano sledeče: 
"Glede na razpoložljive dokaze sta gospoda Konstanty Rokicki, namestnik konzul v diplomatskem poslaništvu Poljske v Bernu, in dr. Julius Kühl, zaposlen v istem diplomatskem poslaništvu, prav tako bistveno pripomogla k urejanju velikega števila napačnih potrdil o državljanstvu. za poljske Jude na okupiranem ozemlju. Gospod Rokicki ima modri karton, ki ste ga izdali vi. Status gospoda Kühla je bil status toleriranega tujca, ki mu je bil marca 1940, v času prepovedi kakršne koli pridobitne zaposlitve ali opravljanja kakršnega koli dela, dodeljen rok za "pripravo odhoda", ko je bil zaposlen kot pomočnik konzularne službe s strani poljskega diplomatskega poslaništva. Vljudno vas prosimo, da preverite, ali gospodu Rokickiju ne smete poslati ustreznega opozorila in nadalje zahtevati odpustitve gospoda Kühla iz službe Poljskega diplomatskega poslaništva."
Že januarja 1943 je Kühl - ki ga je zaslišala policija - priznal svoj del pri izdelavi potnih listov in zatrdil, da so bili leta 1939 paragvajski potni listi že v uporabi, in sicer takrat, ko so vplivni poljski Judje z njimi zapuščali sovjetsko okupacijsko območje. 
"Naj za začetek povem, da v tej zadevi nisem sodeloval po svoji volji, temveč po ukazu nadrejenega, konzula Rokickija in poslaniškega svetnika Ryniewicza. Vprašanje, kako smo lahko pridobili tuje potne liste za poljske državljane, se je prvič pojavilo po tem, ko je Poljska padla pod nemško in rusko okupacijo pozno leta 1939 in v začetku leta 1940. Prvotno je šlo za evakuacijo določenih oseb, za katere smo bili zaskrbljeni, iz ruskega dela Poljske. To smo lahko storili prek konzula Hüglija, ki nam je priskrbel paragvajske potne liste za take osebe. Obrazce potnega lista smo vsakokrat dobili od gospoda Hüglija, nato jih je izpolnil konzul Rokicki, nato pa smo jih vrnili konzulu Hügliju v podpis. Slednje sem večinokrat storil sam. Za izdajo potnih listov smo gospodu Hügliju plačali zneske med 500 in 2.000 frankov, odvisno od primera in števila oseb. Niti diplomatsko poslaništvo niti konzulat niti jaz na noben način nismo imeli koristi od te dejavnosti."
Aleksander Ładoś ga ni hotel razrešiti in mu je poskušal podaljšati status. V zagovor Kühla je posredoval tudi pri švicarskem zunanjem ministru Marcelu Pilet-Golazu in po končani operaciji potnih listov je poljska vlada v izgnanstvu januarja 1944 podelila Kühlu popoln diplomatski status in nižji čin atašeja. 
Po besedah Michala Potockega in Zbigniewa Parafianowicza je celotno poljsko poslaništvo, vključno s Kühlom, prispevala k izdaji 4000 potnih listov in rešila življenje 400 ljudem. Agudath Israel je ocenil število rešenih ljudi na 'več sto'.

## Kasnejše življenje in emigracija
Po komunističnem prevzemu oblasti Poljskem so Kühl, Ładoś, Ryniewicz in Rokicki pustili službo v poslaništvu in ostali v Švici. Vsi razen Rokickega so se skupaj poskusili v poslovni dejavnosti. Ładoś in Kühl naj bi bila tudi politično povezana s Poljsko kmečko stranko, ki je bila med letoma 1945 in 1947 edina dovoljena nekomunistična opozicija. Po propadu svojega poslovanja so se razšli in se preselili v različne države. Kasneje se je Kühl pogosto poslovno vračal v Švico. 
Konec štiridesetih let 20. stoletja se je Kühl najprej preselil v New York in se po kratkem obdobju preselil v Kanado, kjer je desetletja živel v Torontu, kjer je vodil uspešno gradbeno podjetje. Leta 1980 se je preselil v Miami, kjer je pet let pozneje umrl zaradi kronične obstruktivne pljučne bolezni, bolezni, za katero je trpel več let. Kmalu zatem so njegov zasebni arhiv podarili Spominskemu muzeju holokavsta ZDA. Juliusz Kühl ni v javnosti nikoli govoril o svoji vlogi v aferi s potnimi listi in se ni prav veliko spominjal svojih nekdanjih kolegov. Je pa dal veliko zaslug Aleksandru Ładośu, ki ga je označil za "pravega rešitelja".

## Polemike
Kühlova vloga pri izpolnjevanju potnih listov je nejasna. MacKinnon trdi, da je sodeloval v postopku skupaj z Rokickijem, vendar se to zdi malo verjetno, saj je Kühl sam priznal, da je glavno goljufijo na splošno izvajal njegov poljski nadrejeni. Večina najdenih paragvajskih potnih listov vsebuje isti rokopis, za katerega se zdi, da pripada Rokickemu in ne Kühlu. Tudi vodje judovskih organizacij so najpogosteje navedle Rokickiega kot osrednjo osebo. Nesporno pa je, da sta oba igrala pomembno vlogo pri izdelavi potnih listov in njihovem tihotapljenju, medtem ko sta jima Ryniewicz in Ładoś zagotovila diplomatsko kritje za njuna dejanja. 
Podrobnosti o velikem delu dejavnosti Ładośeve skupine ostajajo neznane, ker so jih izvajali na skrivaj, Ładoś pa poljske vlade v izgnanstvu ni obvestil o podrobnostih, verjetno zaradi strahu pred razkritjem zarote. 

## Priznanje
Ker je Jud, dr. Kühl ni upravičen, da ga Yad Vashem razglasi za pravičnika med narodi. Politika Yad Vashema ni podeljevati priznanj (niti v možni novi kategoriji) Judom, ki so rešili Jude, ne glede na to, koliko ljudi je njihov aktivizem rešil. Naveden razlog je, da so Judje morali rešiti druge Jude in si zato ne zaslužijo priznanja.
Dr Kühl je vseeno splošno priznan kot eden od junakov judovskega upora proti holokavstu. Njegovo ime se je skupaj z imeni Ładoś, Rokicki in Ryniewicz pojavilo v zahvalnem pismu, ki ga je Agudath Israel poslala poljski vladi v izgnanstvu.

## Zanimivosti
Kühl je tekoče govoril in pisal v poljščini in jidišu, jeziku, ki ga je takrat govorila večina poljskih Judov. V arhivih so njegova pisma in ročno napisane opombe v obeh jezikih. 
Uporabljal je obe različici svojega imena, poljsko Juliusz in judovsko Yehiel, pozneje pa se ga je - zaradi njegove kratke postave - prijel vzdevek "Mali Hilek" (poljsko Mały Chilek). Kot je povedal njegov sodelavec med vojno Stanisław Nahlik, je vzdevek vneto uporabil tudi sam Kühl.
Med drugo svetovno vojno se je osebno spoprijateljil s papeškim nuncijem Filipom Bernardinijem, s katerim je igral namizni tenis. Po vojni je od Bernardinija in Ładośja dobil osebna priporočila.